# 伊豆急ホールディングス
伊豆急ホールディングス株式会社（いずきゅうホールディングス、英: Izukyu Holdings Co.,Ltd.）は、東急株式会社 （2019年まで東京急行電鉄株式会社） の連結子会社で、東急グループの伊豆エリアにおける事業を統括する持株会社（中間持株会社）である。同社を頂点に、伊豆急行を含めた6社で伊豆急グループを構成している。

## 概説
伊豆急グループはその名の通り伊豆急行線を運営する伊豆急行（伊豆急）が長らくグループ企業を統括していたが、2005年4月に同社の不動産部門を分割して設立した伊豆急不動産に株式を譲渡し、鉄道事業専任となった。以後の伊豆急グループは共に東急子会社の伊豆急行・伊豆急不動産の2社に伊豆急不動産傘下の各企業で形成していたが、この体制を見直し、グループの一元化を目的として伊豆急行が株式移転で当社を設立し、伊豆急不動産の会社分割と株式譲渡により、グループ企業が持ち株会社の元に集約することとなった。

## 沿革
- 2005 (平成17) 年4月1日 - 伊豆急行が不動産部門や関連会社を伊豆急不動産株式会社に分離、鉄道専業会社となる。
- 2012 (平成24) 年3月1日 - 伊豆急行が株式移転で伊豆急ホールディングス設立。
- 2012 (平成24) 年4月1日 - 伊豆急不動産が会社分割を行い、不動産販売・賃貸・温泉管理・別荘管理等の業務を伊豆急コミュニティーに承継。
- 2012 (平成24) 年4月2日 - 伊豆急不動産保有のグループ会社株式を伊豆急ホールディングスに譲渡。

## 連結子会社
- 伊豆急行
- 下田ロープウェイ
- 伊豆急ケーブルネットワーク
- 伊豆急ハウジング
- 伊豆急コミュニティー
- ウィズオリーブ

### 過去
- ルネッサ - 2016年4月、伊豆急コミュニティーに吸収合併
- 伊豆急物産 - 2021年7月、伊豆急コミュニティーに吸収合併
- 伊豆観光ホテル（ホテル伊豆急を経営） - 2021年7月、伊豆急コミュニティーに吸収合併
- 伊豆東海タクシー(旧伊豆急東海タクシー)（小田急グループの東海自動車も出資しており、同社の持分法適用関連会社でもあったが、2022年1月いったん全株式を伊豆急ホールディングスへ集めた上で、同年4月に富士市のシンフジハイヤーへ売却した。